# Парона (рыба)
Парона (лат. Parona signata) — вид морских лучепёрых рыб из монотипического одноимённого рода Parona семейства ставридовых (Carangidae). Распространены в юго-западной части Атлантического океана. Максимальная длина тела 60 см. Морские пелагические рыбы.

## Описание
Два спинных плавника. В первом спинном плавнике пять коротких жёстких лучей, перед ними расположена направленная вперёд колючка, обычно полностью скрытая под кожей. Во втором спинном плавнике 33 мягких луча. В анальном плавнике один колючий и 33—41 мягких лучей, перед плавником расположены 2 колючки. Боковая линия изогнутая и волнистая, с примерно 10 ответвлениями спереди и прямая в задней части. Позвонков 27. На жаберной крышке чёрное пятно. Максимальная длина тела 60 см, обычно до 40 см.

## Ареал и места обитания
Распространены в юго-западной части Атлантического океана от Рио-де-Жанейро (Бразилия) до Магелланова пролива, включая Фолклендские острова. Морские пелагические рыбы. Обитают на глубине от 0 до 50 м. Впервые созревают при длине тела 30 см. Максимальная продолжительность жизни 6 лет. 